# Ophiderma mus
Ophiderma mus är en insektsart som beskrevs av Fowler. Ophiderma mus ingår i släktet Ophiderma och familjen hornstritar. Inga underarter finns listade i Catalogue of Life.